# Notaulacella trapezisoptron
Notaulacella trapezisoptron är en tvåvingeart som först beskrevs av Günther Enderlein 1911.  Notaulacella trapezisoptron ingår i släktet Notaulacella och familjen fritflugor. Inga underarter finns listade i Catalogue of Life.